# 2024–2025-ös német labdarúgó-bajnokság (első osztály)
A 2024–2025-ös német labdarúgó-bajnokság – eredeti német nevén Fußball-Bundesliga – a 62. szezonja volt a Bundesligának. A szezon 2024. augusztus 23-án kezdődött, és 2025. május 17-én ért véget. A címvédő a Bayer Leverkusen volt. 
2025. május 4-én a Bayern München rekordot jelentő 34. alkalommal lett Bundesliga-bajnok, két mérkőzéssel a vége előtt, miután a Bayer Leverkusen 2–2-es döntetlent játszott az SC Freiburg ellen.

## Csapatok

### Csapatváltozások
| Feljutott az első osztályba | Kiesett a másodosztályba |
| --------------------------- | ------------------------ |
| St. Pauli Holstein Kiel     | Köln Darmstadt 98        |

A bajnokságban 18 csapat vesz részt: a tavalyi bajnokság bennmaradt 16 csapata (a 16. helyezett osztályzót játszik), és 2 feljutó. A másodosztály első és második helyezettje (a Holstein Kiel és a Hansa Rostock) feljutott a Bundesligába, viszont a harmadiknak osztályzót kellett játszania a VfL Bochum ellen, ahol a másodosztály harmadik helyezettje, a Fortuna Düsseldorf alulmaradt.

### Csapatok adatai
| Csapat                   | Város                | Stadion                        | Befogadóképesség |
| ------------------------ | -------------------- | ------------------------------ | ---------------- |
| Augsburg                 | Augsburg             | WWK ARENA                      | 30 660           |
| Union Berlin             | Berlin               | Stadion An der Alten Försterei | 22 012           |
| VfL Bochum               | Bochum               | Vonovia Ruhrstadion            | 26 000           |
| Werder Bremen            | Bréma                | Weserstadion                   | 42 100           |
| Borussia Dortmund        | Dortmund             | Signal Iduna Park              | 81 365           |
| Eintracht Frankfurt      | Frankfurt            | Deutsche Bank Park             | 58 000           |
| SC Freiburg              | Freiburg im Breisgau | Europa-Park Stadion            | 34 700           |
| 1. FC Heidenheim         | Heidenheim           | Voith-Arena                    | 15 000           |
| TSG 1899 Hoffenheim      | Sinsheim             | PreZero Aréna                  | 30 150           |
| Holstein Kiel            | Kiel                 | Holstein-Stadion               | 15 034           |
| RB Leipzig               | Lipcse               | Red Bull Aréna                 | 47 069           |
| Bayer 04 Leverkusen      | Leverkusen           | BayArena                       | 30 210           |
| 1. FSV Mainz 05          | Mainz                | Mewa Aréna                     | 33 305           |
| Borussia Mönchengladbach | Mönchengladbach      | Stadion im Borussia-Park       | 54 042           |
| Bayern München           | München              | Allianz Arena                  | 75 000           |
| St. Pauli                | Hamburg              | Millerntor-Stadion             | 29 546           |
| VfB Stuttgart            | Stuttgart            | MHPArena                       | 60 058           |
| VfL Wolfsburg            | Wolfsburg            | Volkswagen Arena               | 28 917           |

### Vezetőedző-váltások
| Csapat            | Távozó edző                              | Ok                               | Távozás napja      | Távozás napja      | Pozíció a tabbelán | Érkező                                   | Érkezés napja      | Érkezés napja      | Forrás(ok)    |
| Csapat            | Távozó edző                              | Ok                               | Bejelentve         | Távozás            | Pozíció a tabbelán | Érkező                                   | Bejelentve         | Érkezés            | Forrás(ok)    |
| ----------------- | ---------------------------------------- | -------------------------------- | ------------------ | ------------------ | ------------------ | ---------------------------------------- | ------------------ | ------------------ | ------------- |
| Bayern München    | Thomas Tuchel                            | Közös megegyezés                 | 2024. február 21.  | 2024. június 30.   | Előszezon          | Vincent Kompany                          | 2024. május 29.    | 2024. július 1.    | [ 3 ] [ 4 ]   |
| SC Freiburg       | Christian Streich                        | Közös megegyezés                 | 2024. március 18.  | 2024. június 30.   | Előszezon          | Julian Schuster                          | 2024. március 22.  | 2024. július 1.    | [ 5 ] [ 6 ]   |
| VfL Bochum        | Heiko Butscher (megbízott)               | Lejárt a megbízatása             | 2024. április 9.   | 2024. június 30.   | Előszezon          | Peter Zeidler                            | 2024. május 3.     | 2024. július 1.    | [ 7 ]         |
| Union Berlin      | Marco Grote (megbízott)                  | Lejárt a megbízatása             | 2024. május 6.     | 2024. június 30.   | Előszezon          | Bo Svensson                              | 2024. május 24.    | 2024. július 1.    | [ 8 ]         |
| Borussia Dortmund | Edin Terzić                              | Közös megegyezés                 | 2024. június 13.   | 2024. június 30.   | Előszezon          | Nuri Şahin                               | 2024. június 14.   | 2024. július 1.    | [ 9 ] [ 10 ]  |
| St. Pauli         | Fabian Hürzeler                          | A Brighton csapatához szerződött | 2024. június 15.   | 2024. június 30.   | Előszezon          | Alexander Blessin                        | 2024. június 27.   | 2024. július 1.    | [ 11 ] [ 12 ] |
| VfL Bochum        | Peter Zeidler                            | Elküldték                        | 2024. október 20.  | 2024. október 20.  | 18.                | Markus Feldhoff / Murat Ural (megbízott) | 2024. október 21.  | 2024. október 21.  | [ 13 ] [ 14 ] |
| VfL Bochum        | Markus Feldhoff / Murat Ural (megbízott) | Lejárt a megbízatása             | 2024. november 4.  | 2024. november 4.  | 18.                | Dieter Hecking                           | 2024. november 4.  | 2024. november 4.  | [ 15 ]        |
| TSG Hoffneheim    | Pellegrino Matarazzo                     | Elküldték                        | 2024. november 11. | 2024. november 11. | 15.                | Christian Ilzer                          | 2024. november 15. | 2024. november 15. | [ 16 ] [ 17 ] |
| Union Berlin      | Bo Svensson                              | Elküldték                        | 2024. december 27. | 2024. december 27. | 12.                | Steffen Baumgart                         | 2024. december 30. | 2025. január 2.    | [ 18 ] [ 19 ] |
| Borussia Dortmund | Nuri Şahin                               | Elküldték                        | 2025. január 22.   | 2025. január 22.   | 10.                | Mike Tullberg (megbízott)                | 2025. január 22.   | 2025. január 22.   | [ 20 ] [ 21 ] |
| Borussia Dortmund | Mike Tullberg (megbízott)                | Lejárt a megbízatása             | 2025. január 30.   | 2025. február 2.   | 10.                | Niko Kovač                               | 2025. január 30.   | 2025. február 2.   | [ 22 ]        |
| RB Leipzig        | Marco Rose                               | Elküldték                        | 2025. március 30.  | 2025. március 30.  | 6.                 | Lőw Zsolt (megbízott)                    | 2025. március 30.  | 2025. március 30.  | [ 23 ] [ 24 ] |
| VfL Wolfsburg     | Ralph Hasenhüttl                         | Elküldték                        | 2025. május 4.     | 2025. május 4.     | 12.                | Daniel Bauer (megbízott)                 | 2025. május 4.     | 2025. május 4.     | [ 25 ]        |

## Tabella
| Hely. | Csapat                   | M  | Gy | D  | V  | G+ | G– | Gk  | P  | Továbbjutás vagy kiesés           |
| ----- | ------------------------ | -- | -- | -- | -- | -- | -- | --- | -- | --------------------------------- |
| 1.    | Bayern München           | 34 | 25 | 7  | 2  | 99 | 32 | +67 | 82 | Bajnokok Ligája–alapszakasz       |
| 2.    | Bayer Leverkusen         | 34 | 19 | 12 | 3  | 72 | 43 | +29 | 69 | Bajnokok Ligája–alapszakasz       |
| 3.    | Eintracht Frankfurt      | 34 | 17 | 9  | 8  | 68 | 46 | +22 | 60 | Bajnokok Ligája–alapszakasz       |
| 4.    | Borussia Dortmund        | 34 | 17 | 6  | 11 | 71 | 51 | +20 | 57 | Bajnokok Ligája–alapszakasz       |
| 5.    | SC Freiburg              | 34 | 16 | 7  | 11 | 49 | 53 | −4  | 55 | Európa-liga–alapszakasz           |
| 6.    | Mainz 05                 | 34 | 14 | 10 | 10 | 55 | 43 | +12 | 52 | Európa Konferencia Liga rájátszás |
| 7.    | RB Leipzig               | 34 | 13 | 12 | 9  | 53 | 48 | +5  | 51 |                                   |
| 8.    | Werder Bremen            | 34 | 14 | 9  | 11 | 54 | 57 | −3  | 51 |                                   |
| 9.    | VfB Stuttgart            | 34 | 14 | 8  | 12 | 64 | 53 | +11 | 50 |                                   |
| 10.   | Borussia Mönchengladbach | 34 | 13 | 6  | 15 | 55 | 57 | −2  | 45 |                                   |
| 11.   | VfL Wolfsburg            | 34 | 11 | 10 | 13 | 56 | 54 | +2  | 43 |                                   |
| 12.   | FC Augsburg              | 34 | 11 | 10 | 13 | 35 | 51 | −16 | 43 |                                   |
| 13.   | Union Berlin             | 34 | 10 | 10 | 14 | 35 | 51 | −16 | 40 |                                   |
| 14.   | FC St. Pauli             | 34 | 8  | 8  | 18 | 28 | 41 | −13 | 32 |                                   |
| 15.   | TSG Hoffenheim           | 34 | 7  | 11 | 16 | 46 | 68 | −22 | 32 |                                   |
| 16.   | 1. FC Heidenheim         | 34 | 8  | 5  | 21 | 37 | 64 | −27 | 29 | Osztályozó                        |
| 17.   | Holstein Kiel            | 34 | 6  | 7  | 21 | 49 | 80 | −31 | 25 | Kiesik a Bundesliga 2-be          |
| 18.   | VfL Bochum               | 34 | 6  | 7  | 21 | 33 | 67 | −34 | 25 | Kiesik a Bundesliga 2-be          |

1. ↑  A 2024–2025-ös DFB-Pokal-győztese kvalifikálta magát a Bajnokok Ligájába.

## Rájátszás

### Első forduló
| 2025. május 22. 20:30 |

| 1. FC Heidenheim          | 2–2               | SV Elversberg          |
| ------------------------- | ----------------- | ---------------------- |
| Siersleben 62' Honsak 64' | (0–1) Jegyzőkönyv | Petkov 18' Asllani 42' |

| Voith-Arena, Heidenheim Nézőszám: 15 000 Játékvezető: Sven Jablonski |

### Második forduló
| 2025. május 26. 20:30 |

| SV Elversberg | 1–2               | 1. FC Heidenheim        |
| ------------- | ----------------- | ----------------------- |
| Fellhauer 31' | (1–1) Jegyzőkönyv | Honsak 9' Scienza 90+5' |

| Nézőszám: 9 105 Játékvezető: Sascha Stegemann |

A végeredmény összesítésben 4–3 lett az 1. FC Heidenheim javára, így egyik csapat sem váltott osztályt.

## Statisztikák
Utoljára frissítve: 2025. május 17.

### Góllövőlista
| Helyezés | Játékos           | Klub                     | Gólok |
| -------- | ----------------- | ------------------------ | ----- |
| 1        | Harry Kane        | Bayern München           | 26    |
| 2        | Patrik Schick     | Bayer Leverkusen         | 21    |
| 2        | Serhou Guirassy   | Borussia Dortmund        | 21    |
| 4        | Jonathan Burkardt | Mainz 05                 | 18    |
| 5        | Tim Kleindienst   | Borussia Mönchengladbach | 16    |
| 6        | Omar Marmús       | Eintracht Frankfurt      | 15    |
| 6        | Hugo Ekitiké      | Eintracht Frankfurt      | 15    |
| 6        | Ermedin Demirović | VfB Stuttgart            | 15    |
| 9        | Benjamin Šeško    | RB Leipzig               | 13    |
| 10       | Jamal Musiala     | Bayern München           | 12    |
| 10       | Michael Olise     | Bayern München           | 12    |
| 10       | Nick Woltemade    | VfB Stuttgart            | 12    |

1. ↑  A 2025-ös téli átigazolási időszakban a Manchester City csapatába szerződött.

### Gólpasszok
| Helyezés | Játékos         | Klub                | Gólp. |
| -------- | --------------- | ------------------- | ----- |
| 1        | Michael Olise   | Bayern München      | 15    |
| 2        | Florian Wirtz   | Bayer Leverkusen    | 12    |
| 3        | Vincenzo Grifo  | Freiburg            | 11    |
| 4        | Pascal Groß     | Borussia Dortmund   | 10    |
| 4        | Julian Brandt   | Borussia Dortmund   | 10    |
| 6        | Omar Marmús     | Eintracht Frankfurt | 9     |
| 6        | Mohamed Amoura  | VfL Wolfsburg       | 9     |
| 8        | Marvin Ducksch  | Werder Bremen       | 8     |
| 8        | Mitchell Weiser | Werder Bremen       | 8     |
| 8        | Andrej Kramarić | TSG Hoffenheim      | 8     |
| 8        | Hugo Ekitiké    | Eintracht Frankfurt | 8     |
| 8        | Harry Kane      | Bayern München      | 8     |

1. ↑  A 2025-ös téli átigazolási időszakban a Manchester City csapatába szerződött.

### Mesterhármasok
| Játékos               | Csapat                   | Ellenfél                 | Végeredmény | Dátum                |
| --------------------- | ------------------------ | ------------------------ | ----------- | -------------------- |
| Andrej Kramarić       | TSG Hoffenheim           | Holstein Kiel            | 3–2 (H)     | 2024. augusztus 24.  |
| Harry Kane            | Bayern München           | Holstein Kiel            | 6–1 (V)     | 2024. szeptember 14. |
| Jens Stage            | Werder Bremen            | TSG Hoffenheim           | 4–3 (V)     | 2024. szeptember 29. |
| Harry Kane            | Bayern München           | VfB Stuttgart            | 4–0 (H)     | 2024. október 19.    |
| Harry Kane            | Bayern München           | Augsburg                 | 3–0 (H)     | 2024. november 22.   |
| Patrik Schick         | Bayer Leverkusen         | 1. FC Heidenheim         | 5–2 (H)     | 2024. november 23.   |
| Patrik Schick4        | Bayer Leverkusen         | SC Freiburg              | 5–1 (H)     | 2024. december 21.   |
| Myron Boadu           | VfL Bochum               | RB Leipzig               | 3–3 (H)     | 2025. január 18.     |
| Alexis Claude-Maurice | Augsburg                 | Borussia Mönchengladbach | 3–0 (V)     | 2025. február 22.    |
| Serhou Guirassy4      | Borussia Dortmund        | Union Berlin             | 6–0 (H)     | 2025. február 22.    |
| Alassane Pléa         | Borussia Mönchengladbach | Werder Bremen            | 4–2 (V)     | 2025. március 15.    |
| Ermedin Demirović     | VfB Stuttgart            | VfL Bochum               | 4–0 (V)     | 2025. április 5.     |

4 A játékos 4 gólt szerzett

### Kapott gól nélkül lehozott mérkőzések
| Helyezés | Játékos               | Klub                     | Mérkőzések |
| -------- | --------------------- | ------------------------ | ---------- |
| 1        | Gulácsi Péter         | RB Leipzig               | 14         |
| 2        | Manuel Neuer          | Bayern München           | 13         |
| 3        | Noah Atubolu          | Freiburg                 | 10         |
| 3        | Michael Zetterer      | Werder Bremen            | 10         |
| 5        | Robin Zentner         | Mainz 05                 | 9          |
| 5        | Finn Dahmen           | Augsburg                 | 9          |
| 5        | Nikola Vasilj         | St. Pauli                | 9          |
| 8        | Frederik Rønnow       | Union Berlin             | 8          |
| 9        | Kevin Müller          | 1. FC Heidenheim         | 7          |
| 9        | Alexander Nübel       | VfB Stuttgart            | 7          |
| 9        | Gregor Kobel          | Borussia Dortmund        | 7          |
| 12       | Kevin Trapp           | Eintracht Frankfurt      | 6          |
| 12       | Lukáš Hrádecký        | Bayer Leverkusen         | 6          |
| 14       | Kamil Grabara         | VfL Wolfsburg            | 5          |
| 15       | Moritz Nicolas        | Borussia Mönchengladbach | 4          |
| 15       | Oliver Baumann        | TSG Hoffenheim           | 4          |
| 17       | Kauã Santos           | Eintracht Frankfurt      | 3          |
| 17       | Patrick Drewes        | VfL Bochum               | 3          |
| 17       | Timo Horn             | VfL Bochum               | 3          |
| 17       | Matěj Kovář           | Bayer Leverkusen         | 3          |
| 21       | Tiago Pereira Cardoso | Borussia Mönchengladbach | 2          |
| 21       | Nediljko Labrović     | Augsburg                 | 2          |
| 21       | Timon Weiner          | Holstein Kiel            | 2          |
| 21       | Jonas Urbig           | Bayern München           | 2          |
| 25       | Sven Ulreich          | Bayern München           | 1          |
| 25       | Jonas Omlin           | Borussia Mönchengladbach | 1          |
| 25       | Marius Müller         | VfL Wolfsburg            | 1          |
| 25       | Florian Müller        | Freiburg                 | 1          |
| 25       | Frank Feller          | 1. FC Heidenheim         | 1          |

### Magyarok a ligában
Utoljára frissítve: 2025. május 17.
| Játékos        | Klub                | Mérkőzés | Gólok | Gólpasszok | Gól nélküli |
| -------------- | ------------------- | -------- | ----- | ---------- | ----------- |
| Gulácsi Péter  | RB Leipzig          | 30       | 0     | 0          | 14          |
| Willi Orbán    | RB Leipzig          | 25       | 5     | 0          | –           |
| Szalai Attila  | TSG 1899 Hoffenheim | 0        | 0     | 0          | –           |
| Sallai Roland  | Freiburg            | 2        | 0     | 0          | –           |
| Schäfer András | Union Berlin        | 26       | 1     | 1          | –           |
| Dárdai Bence   | VfL Wolfsburg       | 21       | 1     | 1          | –           |

1. ↑  A 2025-ös téli átigazolási időszakban a Standard Liège csapatába szerződött kölcsönben.
2. ↑  A 2024-es nyári átigazolási időszakban a Galatasaray csapatába szerződött.
3. ↑  Magyar–német állampolgárságú.

### A hónap legjobb játékosai és tehetségei
| Hónap      | Hónap Játékosa     | Hónap Játékosa      | Hónap Tehetsége   | Hónap Tehetsége          | Hónap gólja         | Hónap gólja      |
| Hónap      | Játékos            | Csapat              | Játékos           | Csapat                   | Játékos             | Csapat           |
| ---------- | ------------------ | ------------------- | ----------------- | ------------------------ | ------------------- | ---------------- |
| Augusztus  | Victor Boniface    | Bayer Leverkusen    | N/A               | N/A                      | Thomas Müller       | Bayern München   |
| Szeptember | Omar Marmús        | Eintracht Frankfurt | Kauã Santos       | Eintracht Frankfurt      | Aleksandar Pavlović | Bayern München   |
| Október    | Harry Kane         | Bayern München      | Michael Olise     | Bayern München           | Kingsley Coman      | Bayern München   |
| November   | Omar Marmús        | Eintracht Frankfurt | Nathaniel Brown   | Eintracht Frankfurt      | Jamal Musiala       | Bayern München   |
| December   | Florian Wirtz      | Bayer Leverkusen    | Nathaniel Brown   | Eintracht Frankfurt      | Joshua Kimmich      | Bayern München   |
| Január     | Florian Wirtz      | Bayer Leverkusen    | Chrislain Matsima | Augsburg                 | Florian Wirtz       | Bayer Leverkusen |
| Február    | Serhou Guirassy    | Borussia Dortmund   | Lukas Ullrich     | Borussia Mönchengladbach | Jamal Musiala       | Bayern München   |
| Március    | Nico Schlotterbeck | Borussia Dortmund   | Chrislain Matsima | Augsburg                 | Raphaël Guerreiro   | Bayern München   |
| Április    | Michael Olise      | Bayern München      | Daniel Svensson   | Borussia Dortmund        | Serge Gnabry        | Bayern München   |
| Május      | N/A                | N/A                 | N/A               | N/A                      | Bénes László        | Union Berlin     |

### Egyéni díjazottak
| Díj               | Győztes          | Klub           | Forrás |
| ----------------- | ---------------- | -------------- | ------ |
| A szezon játékosa | Harry Kane       | Bayern München | [ 40 ] |
| A szezon újonca   | Michael Olise    | Bayern München | [ 41 ] |
| A szezon gólja    | Leopold Querfeld | Union Berlin   | [ 42 ] |

### A szezon csapata

#### Kicker
| Poz. | Játékos         | Klub              | Forr.  |
| ---- | --------------- | ----------------- | ------ |
| GK   | Gulácsi Péter   | RB Leipzig        | [ 43 ] |
| DF   | Matthias Ginter | SC Freiburg       | [ 43 ] |
| DF   | Jonathan Tah    | Bayer Leverkusen  | [ 43 ] |
| DF   | Piero Hincapié  | Bayer Leverkusen  | [ 43 ] |
| MF   | Joshua Kimmich  | Bayern München    | [ 43 ] |
| MF   | Nadiem Amiri    | Mainz 05          | [ 43 ] |
| MF   | Michael Olise   | Bayern München    | [ 43 ] |
| MF   | Nick Woltemade  | VfB Stuttgart     | [ 43 ] |
| MF   | Florian Wirtz   | Bayer Leverkusen  | [ 43 ] |
| FW   | Serhou Guirassy | Borussia Dortmund | [ 43 ] |
| FW   | Harry Kane      | Bayern München    | [ 43 ] |

#### EA Sports
| Poz. | Játékos            | Klub                | Forr.  |
| ---- | ------------------ | ------------------- | ------ |
| GK   | Robin Zentner      | Mainz 05            | [ 44 ] |
| DF   | Jonathan Tah       | Bayer Leverkusen    | [ 44 ] |
| DF   | Dayot Upamecano    | Bayern München      | [ 44 ] |
| DF   | Nico Schlotterbeck | Borussia Dortmund   | [ 44 ] |
| DF   | Alphonso Davies    | Bayern München      | [ 44 ] |
| MF   | Florian Wirtz      | Bayer Leverkusen    | [ 44 ] |
| MF   | Jamal Musiala      | Bayern München      | [ 44 ] |
| MF   | Michael Olise      | Bayern München      | [ 44 ] |
| FW   | Hugo Ekitike       | Eintracht Frankfurt | [ 44 ] |
| FW   | Harry Kane         | Bayern München      | [ 44 ] |
| FW   | Serhou Guirassy    | Borussia Dortmund   | [ 44 ] |

#### VDV
| Poz. | Játékos            | Klub              | Forr.  |
| ---- | ------------------ | ----------------- | ------ |
| GK   | Finn Dahmen        | FC Augsburg       | [ 45 ] |
| DF   | Nico Schlotterbeck | Borussia Dortmund | [ 45 ] |
| DF   | Jonathan Tah       | Bayer Leverkusen  | [ 45 ] |
| DF   | Dayot Upamecano    | Bayern München    | [ 45 ] |
| DF   | Joshua Kimmich     | Bayern München    | [ 45 ] |
| MF   | Granit Xhaka       | Bayer Leverkusen  | [ 45 ] |
| MF   | Jamal Musiala      | Bayern München    | [ 45 ] |
| MF   | Florian Wirtz      | Bayer Leverkusen  | [ 45 ] |
| MF   | Nadiem Amiri       | Mainz 05          | [ 45 ] |
| FW   | Michael Olise      | Bayern München    | [ 45 ] |
| FW   | Harry Kane         | Bayern München    | [ 45 ] |

## Csapatok száma tartományonkénti bontásban
| Pozíció | Tartomány              | Csapatok száma | Csapatok                                                                      |
| ------- | ---------------------- | -------------- | ----------------------------------------------------------------------------- |
| 1       | Észak-Rajna-Vesztfália | 4              | VfL Bochum, Borussia Dortmund, Bayer Leverkusen és a Borussia Mönchengladbach |
| 1       | Baden-Württemberg      | 4              | SC Freiburg, 1899 Hoffenheim, VfB Stuttgart és az 1. FC Heidenheim            |
| 2       | Bajorország            | 2              | FC Augsburg és az Bayern München                                              |
| 1       | Hessen                 | 1              | Eintracht Frankfurt                                                           |
| 1       | Berlin                 | 1              | Union Berlin                                                                  |
| 1       | Bréma                  | 1              | Werder Bremen                                                                 |
| 1       | Hamburg                | 1              | St. Pauli                                                                     |
| 1       | Alsó-Szászország       | 1              | VfL Wolfsburg                                                                 |
| 1       | Rajna-vidék-Pfalz      | 1              | Mainz 05                                                                      |
| 1       | Szászország            | 1              | RB Leipzig                                                                    |
| 1       | Schleswig-Holstein     | 1              | Holstein Kiel                                                                 |